# Flaga obwodu tambowskiego
Flaga obwodu tambowskiego – jeden z symboli tegoż obwodu. Została przyjęta 22 lutego 2005 roku. 
Flaga ma postać prostokąta, podzielonego na dwa pionowe pasy barwy czerwonej (strona lewa) i niebieskiej (strona prawa). W centrum flagi znajduje się herb regionu – tarcza heraldyczna barwy błękitnej, a na niej wizerunek srebrnego ula, a nad nim 3 pszczoły takiej samej barwy. Całość uwieńczona jest złotą koroną i otoczona wstęgą orderu Lenina.